# Бухоловский сельский округ (Московская область)
Бухоловский округ — упразднённая административно-территориальная единица, существовавшая на территории Шаховского района Московской области в 1994—2006 годах.
Бухоловский сельсовет был образован в первые годы советской власти. В 1921 году он числился в составе Бухоловской волости Волоколамского уезда Московской губернии.
В 1926 году Бухоловский с/с включал 3 населённых пункта — Бухолово, Новиково и Суровцево, а также 1 разъезд и 2 хутора.
В 1929 году Бухоловский сельсовет был отнесён к Волоколамскому району Московского округа Московской области. При этом к нему был присоединён Высоковский с/с.
20 мая 1930 года Бухоловский с/с был передан в Шаховской район. На тот момент в состав сельсовета входили селения Бухолово, Бели, Высоково, Новиково и Суровцево.
4 апреля 1939 года селение Бели было переименовано в Горки.
17 июля 1939 года к Бухоловскому с/с были присоединены селения Кобылино и Лукьяново упразднённого Козловского с/с, а также селение Степаньково упразднённого Назарьевского с/с.
9 мая 1940 года из Больше-Сытьковского с/с в Бухоловский было передано селение Татаринки.
4 января 1952 года селение Татаринки было возвращено в Больше-Сытьковский с/с.
14 июня 1954 года к Бухоловскому с/с был присоединён Больше-Сытьковский с/с.
8 августа 1959 года из Бухоловского с/с в Житонинский были переданы селения Большое Сытьково, Житаха, Козлово, Неданово, Нечёсово, Рождественно и Татаринки.
20 августа 1960 года из Белоколпского с/с в Бухоловский были переданы селения Назарьево и Чухолово, а из Житонинского — Козлово и Татаринки.
20 апреля 1961 года из Бухоловского с/с в Черневский с/с Волоколамского района был передан дом отдыха Центросоюза СССР «Красная Гора».
1 февраля 1963 года Шаховской район был упразднён и Бухоловский с/с вошёл в Волоколамский укрупнённый сельский район.
11 января 1965 года Шаховской район был восстановлен и Бухоловский с/с вновь вошёл в его состав.
28 января 1977 года к Бухоловскому с/с был присоединён Игнатковский с/с. При этом центр Бухоловского с/с был перенесён в селение Степаньково.
19 марта 1982 года в Бухоловском с/с было упразднено селение Горки.
22 января 1987 года селения Березенки, Брюханово, Дубровино, Ивановское, Игнатково, Павловское и Якшино были переданы в Черленковский с/с.
23 июня 1988 года в Бухоловском с/с были упразднены селения Лукьяново и Суровцево.
3 февраля 1994 года Бухоловский с/с был преобразован в Бухоловский сельский округ.
6 сентября 1995 года из упразднённого Черленковского с/о в Бухоловский были переданы селения Березенки, Брюханово, Дубровино, Ивановское, Игнатково, Павловское и Якшино.
В ходе муниципальной реформы 2005 года Бухоловский сельский округ прекратил своё существование как муниципальная единица. При этом деревня Юрьево вошла в Городское поселение Шаховская, а остальные населённые пункты — в Сельское поселение Степаньковское.
29 ноября 2006 года Бухоловский сельский округ исключён из учётных данных административно-территориальных и территориальных единиц Московской области.